# Calpanería Atezquilla
Calpanería Atezquilla är en ort i Mexiko.   Den ligger i kommunen Ixtacamaxtitlán och delstaten Puebla, i den sydöstra delen av landet, 120 km öster om huvudstaden Mexico City. Calpanería Atezquilla ligger 2 825 meter över havet och antalet invånare är 1 032.
Terrängen runt Calpanería Atezquilla är kuperad, och sluttar österut. Runt Calpanería Atezquilla är det ganska tätbefolkat, med 56 invånare per kvadratkilometer. Närmaste större samhälle är Tlaxco, 13,8 km väster om Calpanería Atezquilla. I omgivningarna runt Calpanería Atezquilla växer huvudsakligen savannskog.